# Zundereck
De Zundereck is een berg in de deelstaat Beieren, Duitsland. De berg heeft een hoogte van 1478 meter.
De Zundereck is onderdeel van het Estergebergte, dat weer deel uitmaakt van de Bayerische Voralpen.